# داشة

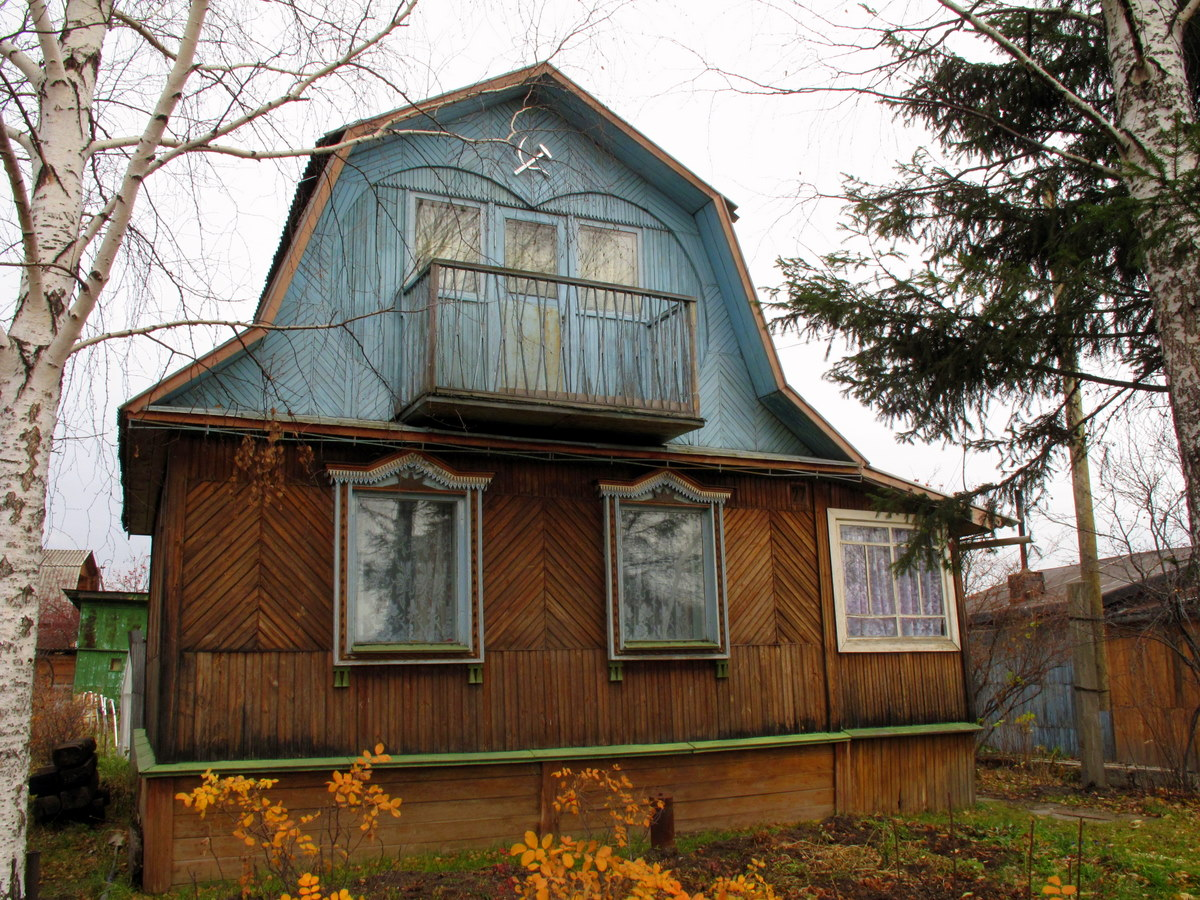
داشة من العهد السوفيتي.

الداشة (بالروسية: дача) هي منزل موسمي أو دائم، يقع في العادة في ضواحي المدن الروسية والبلدان الأخرى في الاتحاد السوفيتي السابق. وإذا كانت الأسرة تمتلك بيتًا واحدًا أو كان هذا البناء هو المنزل الوحيد فلا يُعد هذا البناء داشة، مع أن بعض الداشة قد حُولت حديثًا إلى منازل للإقامة على مدار العام كما تحولت منازل خُصصت أصلًا للإقامة الدائمة لتكون داشة. وفي بعض الأحيان، يشغل المالكون الداشة لجزء من العام ويؤجرونها للمقيمين من المدن في فترة الصيف. ويشار للمقيمين في الداشة في اللغة العامية باسم الداشيّ (بالروسية: داتشينكي дачники)، ولا تشير الكلمة فقط للمقيمين بل لنمط الحياة المرتبط بها.
تعد الداشات شائعة في روسيا، وهي منتشرة أيضًا في بلدان الاتحاد السوفيتي السابق وبعض بلدان الكتلة الشرقية. ويمارس الداشيّون صيد الأسماك وصيد الحيوانات ونشاطات أخرى لوقت الفراغ، وتعد الزراعة أيضًا من النشاطات المرتبطة بالإقامة في الداشة.

## التاريخ

### الأصول
ظهرت أولى الداشات في روسيا خلال القرن السابع عشر، وكان المصطلح يشير إلى عزب صغيرة في البلد أعطيت للرعايا المقربين من القيصر. والكلمة داتشا تعود للفعل دات الذي يعني «يعطي». خلال عصر التنوير، استخدمت الطبقة الأرستقراطية الروسية منازل الداتشا لإقامة المناسبات الاجتماعية والثقافية التي صاحبتها حفلات تنكرية وعروض للألعاب النارية. ومع حلول الثورة الصناعية لروسيا، زاد عدد سكان المناطق الحضرية، وكانت الرغبة متزايدة في الهروب من المدن التي يسود فيها التلوث، حتى ولو لفترة مؤقتة. وفي نهاية القرن التاسع عشر، أصبحت الداتشا مصيفًا مفضلًا للطبقات الوسطى والعليا من المجتمع الروسي. في العهد القيصري، كان من المعتاد أن تحتوي الداتشا حدائق، لكنها لم تستخدم مصدرًا للطعام. كتب أنطون تشيخوف رواية قصيرة سماها داتشينكي، عن المقيمين في المدينة المتزوجين حديثًا الذين يعيشون حياة صيفية بسيطة في الريف.